# Mangsong Mangtsen
Mangsong Mangtsen, Mang-srong mang-btsan ou Trimang Löntsän fut le 35e roi du Tibet de la dynastie Yarlung. Il régna de 650 /653 à 677/ 679 sur l'Empire du Tibet (629–877).
Il hérita du trône très jeune, et le pouvoir fut exercé par le ministre Gar Songtsen,. Ce dernier mourut en 667, après avoir incorporé Azha dans le territoire tibétain. 
Les Tibétains attaquèrent l’empire Tang et Mangson Mangtsen sollicita en même temps une alliance avec une princesse chinoise, qui fut refusée en 658. Les Chinois contrôlaient alors Hotan, Kucha, la Sogdiane et le Cachemire[citation nécessaire]. Avec les Turcs occidentaux auquel il s’était allié avant 662, il attaqua avec succès Kachgar en 663 puis Hotan en 665. En 667, les Turcs Nushibi de l’On oq furent soumis ; il obtint ainsi le contrôle de la vallée stratégique de Wakhan. Au printemps 670, le Tibet attaqua les territoires du bassin du Tarim encore sous domination chinoise. Après la conquête tibétaine d’Aksou avec des troupes khotanaises, les Chinois abandonnèrent pour longtemps la région. 
Trimang Löntsän avait parmi ses épouses la Tibétaine Thrimalö (Khri-ma-lod), mère et corégente de l’hériter, figure importante de l’histoire du Tibet. Selon les Annales tibétaines, il mourut pendant l'hiver 676-677, et Zhang Zhung se souleva peu après. Néanmoins, certaines sources le font mourir plus tard, (en 679 selon les Annales chinoises) et prétendent même que sa mort fut gardée secrète pendant trois ans pour éviter une usurpation,,. Selon certaines sources, son fils Tridu Songtsän 'Dus-rong Mang-po-rje, naquit l’année de sa mort, mais selon les Annales des Tang il serait né en 670. Le deuxième fils de Gar Tongtsen, Khri-'brinHe, fut nommé régent, et sa mère Thrimalö assura une corégence de fait. 
Mangson mangtsen fut enterré dans le cimetière royal près de Yarlung.